# Citrobacter
Citrobacter is een geslacht van gramnegatieve bacteriën uit de familie van de enterobacteriën (Enterobacteriaceae). De bacteriën zijn facultatief anaeroob. Het geslacht is een typisch voorbeeld van coliforme bacteriën, wat wil zeggen dat ze in de darmen voorkomen en meestal lactose fermenteren.
De naam van het geslacht slaat op het feit dat de soorten C. amalonaticus, C. koseri en C. freundii alleen citraat als koolstofbron gebruiken. Citrobacteriën onderscheiden zich door hun vermogen om tryptofaan om te zetten in vrij indool, lactose te fermenteren, en malonaat te metaboliseren. De gespecialiseerde soort C. koseri bezit al deze eigenschappen.

## Klinische relevantie
Deze bacteriën komen algemeen voor in bodems, oppervlaktewater en afvalwater. Ook zijn ze algemeen in het darmkanaal van de mens. Ze zijn doorgaans niet ziekteverwekkend. In zeldzame gevallen kunnen ze infecties van de urinewegen en meningitis of sepsis bij kinderen veroorzaken.
Citrobacter freundii-stammen bezitten induceerbare ampC-genen die coderen voor resistentie tegen ampicilline en eerstelijns cefalosporines. Daarnaast kunnen isolaten van Citrobacter resistentie vertonen tegen andere antibiotica, als gevolg van plasmide-gecodeerde resistentiegenen.